# 愛のセレナーデ
「愛のセレナーデ」（英語: This Is My Song）は、1967年に全米チャート3位を獲得したペトゥラ・クラークのヒット曲。チャーリー・チャップリンが作った曲で、映画『伯爵夫人』の主題歌。イギリスでは最高位第1位を記録した。

## 解説
1967年に映画『伯爵夫人』のために書かれた曲で、映画は興行的に芳しくなかったが、テーマ曲は全米3位、全英1位を記録した。「愛のセレナーデ」では編曲者にアーニー・フリーマンを起用し、アメリカで録音されたが、クラークは詩の内容に疑問を持ち、トニー・ハッチも興味を持たず録音に前向きでなかった。レッキング・クルーをバックに起用し、フランス語、ドイツ語でも録音し、彼女の代表作となった。チャップリンらしい優雅なメロディーを持ち、オーケストラもレパートリーに加えた。イージー・リスニング・チャートでも第2位を記録した。

## カバー
オーケストラ、ヴォーカル盤など多くのカバーがある。
- フランク・シナトラ（1967年）
- レイ・コニフ（1967年）
- パーシー・フェイス（1967年）
- エンゲルベルト・フンパーディンク（1967年）
- レターメン（1967年）
- ポール・モーリア（1967年）
- アンディ・ウィリアムス（1968年）